# Boureuilles
Boureuilles è un comune francese di 131 abitanti situato nel dipartimento della Mosa nella regione del Grand Est.

## Società

### Evoluzione demografica
Abitanti censiti